# 戈里由雷區
戈里由雷區是索馬利亞的一個區，位於該國東南部的下謝貝利州，首府為戈里由雷。

## 外部鏈結
- 戈里由雷區行政區域圖 （页面存档备份，存于）